# 竹園北
竹園北（英語：Chuk Yuen North，代號H15）是香港黃大仙區議會下轄的選區，1991年設立，2023年取消，前任區議員為獨立民主派人士鄭梓健。

## 範圍及名稱
選區位於黃大仙北部，包括竹園北邨大部分樓宇（松園樓及柏園樓除外）及盈福苑，選區名稱亦由此而來，與其相鄰的選區有鳳凰、竹園南、天強、翠竹及鵬程、正愛與及慈雲西，投票站設於竹園體育館。

## 沿革
竹園北選區首次出現於1991年區議會選舉，因應竹園邨完全入伙，原有1988年區議會選舉的竹園選區分拆竹園南、竹園北兩個選區，原竹園區議員吳岳誠轉戰竹園南爭取連任，而竹園北則由港同盟陶君行及自民聯馮梁貴平爭奪，結果由陶以八百多票差距當選（2,044對1,263）。
1993年港督彭定康推行政改方案改革區議會，取消所有委任議席及雙議席選區制度，全面實行單議席單票制，並改由選區分界及選舉事務委員會制定，區議會選區數目亦隨人口變動而大幅增加，從竹園南、竹園北兩個選區劃出竹園中選區。
1994年區議會選舉，得到港同盟匯點支持的陶君行改於竹園中選區爭取連任，並且以1,445票打敗得到982票的民建聯魏立志。竹園北議席由加入了民主建港聯盟馮梁貴平對上由港同盟匯點支持的林耀強及獨立人士許清漢，最終馮梁貴平以2,173票擊敗林1,074票及許368票當選。選後港同盟匯點合併成立民主黨，陶君行亦為創黨成員。
1999年區議會選舉，竹園中陶君行以民主黨名義出選，面對東九龍居民委員會何新華，最終陶以接近三分二得票擊敗對手當選。竹園北議席由民主建馮梁貴平對上民協龐嘉敏及獨立人士何漢文，最終何漢文以1,340票擊敗馮梁貴平1,126票及龐975票當選。其後何漢文加入民建聯，而馮梁貴平退出民建聯。另一方面，陶君行亦因為民主黨政治路線問題而退出民主黨。
2003年區議會選舉由於人口改變，竹園中分拆到翠竹及鵬程和竹園北選區，以讓出議席到因公屋重建完成而人口大增的慈雲山，而形成現有劃界。加入了前綫的陶君行改往竹園北參選，對上何漢文及老對手馮梁貴平，受惠七一效應投票人數增加，陶以2,941票擊敗取得2,243票的何及499票的馮梁貴平勝出，選後何漢文改往慈雲東選區發展。其後陶君行因領匯事件退出前綫，再於2006年與黃毓民、陳偉業、曾健成等人組成社民連。
2007年區議會選舉，陶君行與梁安琪爭奪本區議席，曾任東區區議員的梁安琪於2003年轉區參選失敗後，立場改為建制派；而二人香港電台選舉論壇辯論期間，梁安琪以極多誇張言論攻擊陶君行，引來網絡人士大量批評，最後陶君行以2,825票勝過梁安琪的1,851票。
2011年區議會選舉，建制派改由丁志威出選，同時亦有獨立人士陳嘉偉以及爭取連任的陶君行競逐。有美國會計師牌的陶君行因為被Foxy文件踢爆收黎智英款項，卻反指黎發出的本票屬黃毓民而流失大量從事會計及金融業的選民支持，結果陶在該屆流失約四成選票，不敵丁炳星家族成員丁志威（1,660對2,754），而陳嘉偉得到507票。連同其他社民連區議員落馬，社民連於區議會議席被掃清（直至2019年曾健成、岑子當選為止）。
2015年區議會選舉，人民力量派出成員陳潔冰空降參選挑戰丁志威，結果丁以接近七成得票成功連任。
2019年區議會選舉，範圍維持不變，任職樂器導師的獨立民主派人士鄭梓健擊敗丁志威，為泛民主派收復自2012年失落於建制派的議席。由於本區選舉結果較遲公佈，鄭梓健也成為該屆黃大仙區最後一位當選的泛民主派議員。
2021年5月24日，竹園北區議員鄭梓健下午宣布，決定辭去黃大仙區議員一職。他下午在社交媒體發文指，最初希望可以將代表香港人的聲音帶入體制，利用民選議員的身份協助立法會選舉及爭取選委票，從而影響特首選舉。他指議會運作被政府以各種行政手段阻撓，立法會選舉制度及選委會的組成亦被更改，「當初想做嘅嘢全部落空」，並指「宣誓更尤如一把利劍掛喺頭上」 ，自己最終敵不過恐懼，因此決定辭去黃大仙區議員一職。他對於未能完成任期一事感到遺憾，並指自己雖然做得不夠好，但仍感受到街坊的支持及包容，並感謝曾為他提供協助的前輩、朋友及街坊。他續指，會努力成為一個更勇敢的人，「以待將來再有我能夠獻身嘅時候」。2021年6月11日，政府在憲報刊登公告，宣布由於鄭梓健請辭，根據《區議會條例》（第547章）第26（b）條，他在黃大仙區議會竹園北選區民選議員議席自2021年6月1日起懸空。

## 歷屆議員
| 屆別                  | 選區名稱 | 議員     | 政治聯繫        | 政治聯繫          | 選區名稱     | 議員         | 政治聯繫     | 政治聯繫                    |
| --------------------- | -------- | -------- | --------------- | ----------------- | ------------ | ------------ | ------------ | --------------------------- |
| 1991年－1994年        | 竹園北   | 陶君行   |                 | 港 港同盟 匯 匯點 | 劃為單一選區 | 劃為單一選區 | 劃為單一選區 | 劃為單一選區                |
| 1994年－1999年        | 竹園北   | 馮梁貴平 |                 | 民建聯 → 無黨籍   | 竹園中       | 陶君行       |              | 港 港同盟／匯 匯點 → 民主黨 |
| 2000年－2003年        | 竹園北   | 何漢文   | 無黨籍 → 民建聯 | 民主黨 → 前 前綫  | 竹園中       | 陶君行       |              |                             |
| 2004年－2007年        | 竹園北   | 陶君行   |                 | 前 前綫 → 社民連  | 劃為單一選區 | 劃為單一選區 | 劃為單一選區 | 劃為單一選區                |
| 2008年－2011年        | 竹園北   | 陶君行   |                 | 社民連            | 劃為單一選區 | 劃為單一選區 | 劃為單一選區 | 劃為單一選區                |
| 2012年－2015年        | 竹園北   | 丁志威   |                 | 九 九社聯         | 劃為單一選區 | 劃為單一選區 | 劃為單一選區 | 劃為單一選區                |
| 2016年－2019年        | 竹園北   | 丁志威   |                 | 九 九社聯         | 劃為單一選區 | 劃為單一選區 | 劃為單一選區 | 劃為單一選區                |
| 2020年－2021年5月24日 | 竹園北   | 鄭梓健   |                 | 無黨籍            | 劃為單一選區 | 劃為單一選區 | 劃為單一選區 | 劃為單一選區                |
| 2021年5月25日－2023年 | 竹園北   | 懸空     | 懸空            | 懸空              | 劃為單一選區 | 劃為單一選區 | 劃為單一選區 | 劃為單一選區                |

## 歷屆選舉結果
| 政党   | 政党         | 候选人    | 票数  | %     | ±      |
| ------ | ------------ | --------- | ----- | ----- | ------ |
|        | 獨立         | 1. 鄭梓健 | 4,221 | 55.50 | 不適用 |
|        | 九龍社團聯會 | 2. 丁志威 | 3,384 | 44.50 | 不適用 |
| 多数票 | 多数票       | 多数票    | 837   | 11.01 | 不適用 |

| 政党   | 政党         | 候选人    | 票数  | %     | ±      |
| ------ | ------------ | --------- | ----- | ----- | ------ |
|        | 九龍社團聯會 | 1. 丁志威 | 2,799 | 69.89 | 不適用 |
|        | 人民力量     | 2. 陳潔冰 | 1,206 | 30.11 | 不適用 |
| 多数票 | 多数票       | 多数票    | 1,593 | 39.78 | +17.55 |

| 政党   | 政党         | 候选人    | 票数  | %     | ±      |
| ------ | ------------ | --------- | ----- | ----- | ------ |
|        | 無黨派       | 1. 陳嘉偉 | 507   | 10.30 | 不適用 |
|        | 九龍社團聯會 | 2. 丁志威 | 2,754 | 55.96 | 不適用 |
|        | 社民連       | 3. 陶君行 | 1,660 | 33.73 | -26.68‬ |
| 多数票 | 多数票       | 多数票    | 1,094‬ | 22.23 | +1.40  |

| 政党   | 政党   | 候选人    | 票数  | %     | ±      |
| ------ | ------ | --------- | ----- | ----- | ------ |
|        | 社民連 | 1. 陶君行 | 2,825 | 60.41 | +8.66‬  |
|        | 獨立   | 2. 梁安琪 | 1,851 | 39.59 | 不適用 |
| 多数票 | 多数票 | 多数票    | 974‬   | 20.83 | +8.55  |

| 政党   | 政党   | 候选人      | 票数  | %     | ±      |
| ------ | ------ | ----------- | ----- | ----- | ------ |
|        | 無黨派 | 1. 馮梁貴平 | 499   | 8.78  | 不適用 |
|        | 前綫   | 2. 陶君行   | 2,941 | 51.75 | 不適用 |
|        | 民建聯 | 3. 何漢文   | 2,243 | 39.47 | 不適用 |
| 多数票 | 多数票 | 多数票      | 698   | 12.28 | 不適用 |

| 政党   | 政党         | 候选人    | 票数  | %     | ±      |
| ------ | ------------ | --------- | ----- | ----- | ------ |
|        | 九龍社團聯會 | 1. 何新華 | 964   | 33.39 | 不適用 |
|        | 民主黨       | 2. 陶君行 | 1,923 | 66.61 | 不適用 |
| 多数票 | 多数票       | 多数票    | 959   | 33.22 | 不適用 |

| 政党   | 政党   | 候选人      | 票数  | %     | ±      |
| ------ | ------ | ----------- | ----- | ----- | ------ |
|        | 民建聯 | 1. 馮梁貴平 | 1,126 | 32.72 | 不適用 |
|        | 民協   | 2. 龐嘉敏   | 975   | 28.33 | 不適用 |
|        | 無黨派 | 3. 何漢文   | 1,340 | 38.94 | 不適用 |
| 多数票 | 多数票 | 多数票      | 214   | 6.22  | 不適用 |

| 政党   | 政党   | 候选人 | 票数  | %     | ±      |
| ------ | ------ | ------ | ----- | ----- | ------ |
|        | 民建聯 | 魏立志 | 982   | 40.46 | 不適用 |
|        | 民主黨 | 陶君行 | 1,445 | 59.54 | 不適用 |
| 多数票 | 多数票 | 多数票 | 463   | 19.08 | 不適用 |

| 政党   | 政党   | 候选人   | 票数  | %     | ±      |
| ------ | ------ | -------- | ----- | ----- | ------ |
|        | 民建聯 | 馮梁貴平 | 2,173 | 60.11 | 不適用 |
|        | 民主黨 | 林耀強   | 1,074 | 29.71 | 不適用 |
|        | 無黨派 | 許清漢   | 368   | 10.18 | 不適用 |
| 多数票 | 多数票 | 多数票   | 1,099 | 30.40 | 不適用 |

| 政党   | 政党   | 候选人   | 票数  | %     | ±      |
| ------ | ------ | -------- | ----- | ----- | ------ |
|        | 自民聯 | 馮梁貴平 | 1,263 | 30.09 | 新選區 |
|        | 港同盟 | 陶君行   | 2,044 | 48.69 | 新選區 |
|        | 無黨派 | 許清漢   | 891   | 21.22 | 新選區 |
| 多数票 | 多数票 | 多数票   | 781   | 18.60 | 新選區 |

## 資料來源
1. ↑   (PDF). 香港特區政府憲報.   [2019-12-05]. （原始内容存档 (PDF)于2020-11-30）.
2. ↑   (PDF). 香港特區政府憲報.   [2019-12-05]. （原始内容 (PDF)存档于2020-08-20）.
3. ↑   (PDF). 香港特區政府憲報.   [2015-09-25]. （原始内容存档 (PDF)于2021-02-08）.
4. ↑  . 香港特區政府憲報.   [2019-12-05]. （原始内容存档于2020-08-28）.
5. ↑  . 頭條日報. 2021-05-24  [2021-05-24]. （原始内容存档于2021-05-24）.
6. ↑  . 香港特別行政區新聞公報. 2021-06-11  [2021-12-06]. （原始内容存档于2021-06-11）.